# Гіпотеза Ейлера
Гіпотеза Ейлера стверджує, що для будь-якого натурального числа {\displaystyle \ n>2} жодний n-ний степінь натурального числа не можна подати у вигляді суми {\displaystyle (n-1)} n-них степенів інших натуральних чисел.  Тобто, рівняння:
{\displaystyle {\begin{matrix}a^{4}+b^{4}+c^{4}=d^{4}\\a^{5}+b^{5}+c^{5}+d^{5}=e^{5}\\...\\\sum \limits _{k=1}^{n-1}{a_{k}^{n}}=a_{n}^{n}\end{matrix}}}
не мають розв'язків у натуральних числах.
Гіпотеза була сформульована у 1769 Леонардом Ейлером.
У 1966 Л. Ландер (L. J. Lander) і Т. Паркін (T. R. Parkin) знайшли перший контрприклад до гіпотези Ейлера:
275 + 845 + 1105 + 1335 = 1445.
У 1988 Ноам Елкіс (Noam Elkies) знайшов контрприклад для випадку {\displaystyle n=4}:
26824404 + 153656394 + 187967604 = 206156734.
Пізніше Роджер Фрай (Roger Frye) знайшов найменший контрприклад для {\displaystyle n=4}:
958004 + 2175194 + 4145604 = 4224814